# Два капітани (фільм, 1956)
«Два капітани» (рос. «Два капитана») — радянський художній фільм, знятий у 1956 році за однойменним романом Веніаміна Каверіна режисером Володимиром Венгеровим.

## Зміст
Саня Григор'єв багато років мріяв стати льотчиком-полярником. І коли його мрія нарешті здійснилася, він може зайнятися пошуком зниклої експедиції капітана Татаринова. Листи членів цієї зниклої експедиції потрапили до нього у руки випадково кілька років тому. Після багатьох життєвих перипетій він потрапляє на фронт. І його збитий літак випадково опиняється на місці останньої стоянки Татаринова. Тепер Саня зможе довести свою версію подій у цьому поході.

## Відмінності від книги
Через обмеження екранного часу у фільмі відсутні багато помітні персонажі — Петро Сковородников, доктор Іван Іванич, Гаєр Кулій, лише побіжно показана сестра Сашка.
У фільмі не розповідається, як загинули батьки Олександра і померла його сестра.
По книзі, літак приземлився на дуже великій відстані від місця загибелі експедиції капітана Татаринова, і екіпажу, щоб вийти до людей, довелося вельми довго йти засніженим берегом, мимоволі повторюючи шлях останніх учасників полярної експедиції.
По книзі Саня Григор'єв з Енська приїжджає в Москву. У фільмі велика частина дії відбувається в Ленінграді.

## Ролі
- Олександр Михайлов — Саня Григор'єв
- Ольга Заботкіна — Катя Татаринова
- Анатолій Адоскін — Валя Жуков
- Євген Лебедєв — Ромашов
- Борис Біляєв — Саня Григор'єв в дитинстві
- Людмила Безугла-Шкелко — Катя Татаринова в дитинстві
- Боря Аракелов — Ромашов в дитинстві
- Едик Кузнецьов — Валя Жуков в дитинстві
- Інна Кондратьєва — Марія Василівна Татаринова
- Леонід Галліс — Микола Антонович Татаринов, завідувач школою
- Бруно Фрейндліх — Іван Павлович Корабльов, вчитель
- Тетяна Пельтцер — Ніна Капітоновна
- Олена Максимова — тітка Даша
- Ніна Дробишева — Саша, сестра Сані
- Михайло Ладигін — штурман
- Костянтин Адашевський — вчений
- Людмила Люлько — подруга Каті
- Людмила Макарова — подруга Каті
- Борис Коковкін — полковник
- Валерій Себекін
- Всеволод Кузнецов
- Лідія Федосеєва — асистентка В. Жукова (дебютна роль в кіно)

## Знімальна група
- Автори сценарію:
  - Веніамін Каверін
  - Євген Габрилович
- Режисер: Володимир Венгеров
- Оператори:
  - Аполлінарій Дудко
  - Михайло Калатозов
- Художник: Давид Виницький
- Композитор: Олег Каравайчук
- Звукорежисер: Євген Нестеров
- Монтажер: Євгенія Маханькова

## Технічні дані
- Виробництво: Ленфільм
- Художній фільм, односерійний, кольоровий
- Мова: Російська
- Звук: Моно

## Призи та нагороди
- Диплом за режисуру Володимиру Венгерову на Міжнародному кінофестивалі фільмів для дітей та молоді в Белграді, Югославія (1956).